# Bruce Weber (baloncestista)
Bruce Brett Weber, (Milwaukee, Wisconsin, 19 de octubre de 1956) es un entrenador de baloncesto estadounidense de la NCAA.

## Trayectoria
- Western Kentucky (1979–1980), (Ayudante)
- Purdue (1980–1998), (Ayudante)
- Southern Illinois (1998–2003)
- Universidad de Illinois (2003–2012)
- Universidad de Kansas State (2012–)